# Zhuo Ling
Zhuo Ling, (卓玲) (Shanghai, 1983), è una modella cinese, eletta Miss Universo Cina 2002.
Ha in seguito rappresentato la Cina a Miss Universo 2002, che si è tenuto il 29 maggio 2002 a San Juan, Porto Rico. La modella si è classificata al terzo posto, ma quando la vincitrice, la russa Oxana Fedorova ha rinunciato al titolo ed il suo posto è stato preso dalla seconda classificata, Justine Pasek, la modella cinese è conseguentemente diventata la seconda classificata del concorso.
Sia la seconda posizione, che la terza posizione di Zhuo Ling, rappresentano il miglior piazzamento mai ottenuto dalla Cina nell'intera storia del concorso di bellezza Miss Universo, oltre che la prima partecipazione della nazione al concorso. Inoltre Ling Zhuo era la concorrente più giovane fra le cinque finaliste del concorso. La prima partecipazione della Cina al celebre concorso di bellezza è stato oggetto di aspre critiche da parte dei mass media locali, che hanno praticamente ignorato il fatto che la delegata cinese si fosse classificata al terzo posto.